# Tarmo (Schiff)
Die Tarmo (finn. Tatkraft, Energie) ist der älteste erhaltene Eisbrecher der Welt. In ihrer Dienstzeit unterstützte sie 350 bis 450 Schiffe jährlich auf ihren Fahrten durch das Eis.

## Geschichte

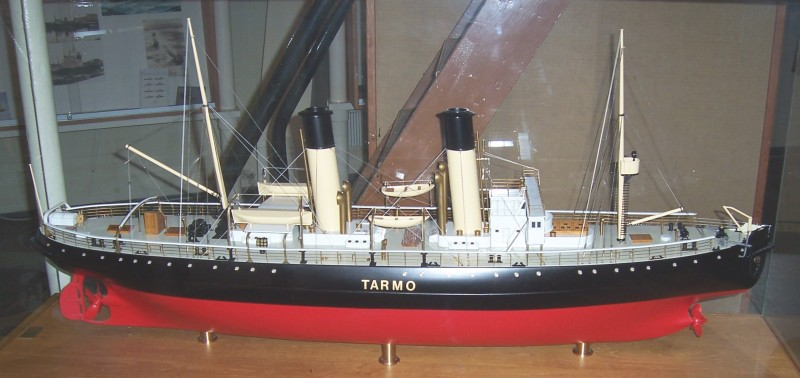
Modell der Tarmo im Auslieferungszustand

Der Bau der Tarmo wurde am 15. Februar 1907 bei der Walker-Werft von Armstrong-Whitworth in Newcastle upon Tyne in Auftrag gegeben. Das fertiggestellte Schiff wurde vom 17. Dezember 1907 bis 3. Januar 1908 nach Finnland überführt. Bereits am 27. Februar 1908 fuhr es seinen ersten Einsatz zur Unterstützung des Schiffs Virgo. Im Frühling 1910 fuhr die Tarmo dann im Auftrag der Fischereibehörde auf Seehundfang, wobei innerhalb einer Woche über 200 Seehunde erlegt wurden.
Während des Ersten Weltkrieges – Finnland war noch ein Großfürstentum des Russischen Reiches – wurde das Schiff von der russischen Ostseeflotte requiriert und eingesetzt. Am 3. März 1918, während des parallel zum Weltkrieg stattfindenden finnischen Bürgerkriegs, besetzten Kräfte des Weißen Schutzkorps im Hafen von Helsinki das Schiff und fuhren am gleichen Tag den Sprecher des Senats Pehr Evind Svinhufvud und Senator Jalmar Castrén auf der Flucht vor den Roten Garden nach Tallinn, das zu diesem Zeitpunkt von deutschen Truppen besetzt war. In den folgenden Wochen wurden mehrere Transporte von deutschen Truppen und Kriegsmaterial nach Suursaari durchgeführt, darunter auch der Transport der Brigade z. b. V. 6, auch Detachement Brandenstein genannt, nach Loviisa. Am 31. März 1918 kam es schließlich zu einem historischen Moment aus finnischer Sicht: Während eines Truppentransports lief der russische Eisbrecher Jermak mit Volldampf auf die Tarmo zu. Die Tarmo gab daraufhin etwa 20 Schüsse aus ihren kleinkalibrigen Bordgeschützen auf die Jermak ab, Treffer wurden allerdings nicht erzielt. Dieser Zwischenfall gilt als das erste Gefecht der finnischen Kriegsmarine.
Auch im Zweiten Weltkrieg spielte das Schiff eine Rolle. So wurde der Eisbrecher im Winterkrieg zwischen der Sowjetunion und Finnland bei einem Angriff am 18. Januar 1940 von 22 sowjetischen Flugzeugen auf den finnischen Hafen Kotka schwer getroffen. Dabei wurden 39 Menschen getötet und 13 verletzt. Das am Bug und durch Brände schwer beschädigte Schiff konnte aus eigener Kraft mit einer Hilfsmaschine Helsinki erreichen, wo es instand gesetzt wurde. Dies führte auch dazu, dass die Tarmo am 13. September 1941 als Begleitschiff für das Scheinunternehmen „Nordwind“ eingesetzt werden konnte, einer deutsch-finnischen Operation gegen die sowjetische Flotte, bei der es mit dem Untergang des Küstenpanzerschiffs Ilmarinen zum schwersten Verlust der finnischen Marine mit 271 Toten kam.
Nach dem Krieg nahm die Tarmo wieder ihre ursprüngliche Aufgabe auf und wurde im strengen Winter 1970 zum letzten Mal offiziell eingesetzt. Über den Verbleib bis 1990 ist wenig bekannt. Zwischen 1990 und 1992 wurde das Schiff renoviert und dann am 21. Mai 1992 als Museumsschiff des Maritime Museum Finnlands im Hafen von Kotka eingeweiht.

## Technische Daten
Die Tarmo ist ein 67,1 Meter langen und 14,3 Meter breiter Eisbrecher mit einem Tiefgang von 6,10 Metern. Er hat eine Verdrängung 2.300 Tonnen. Die Plattendicke im Eisbereich erreicht 2 cm.
Ausgestattet ist das Schiff mit zwei Dreizylinder-Dreifachexpansions-Kolbendampfmaschinen im Bugbereich, von der die erste eine indizierte Leistung von 2.400 PSi bei 97/min erreicht, die zweite 1.450 PSi bei 107/min. Die fünf Kessel mit einem Betriebsdruck von 12 bar wurden ursprünglich mit Steinkohle befeuert; dafür benötigte man 3 bis 4 Tonnen Kohle pro Stunde. Insgesamt stand ein Vorrat von 450 Tonnen im Kohlebunker zur Verfügung. 1950 stellte man die Befeuerung auf Öl um. Das Schiff kann eine Höchstgeschwindigkeit von 13 Knoten erreichen.